# HoloVizio
HoloVizio är en teknik som gör det möjligt att visa tredimensionella objekt på ett sådant sätt att det ser olika ut beroende på ur vilken vinkel det betraktas. Tekniken är utvecklad av ungerska Holografika.